# Szczur wędrowny
Szczur wędrowny (Rattus norvegicus) – gatunek gryzonia z rodziny myszowatych (Muridae). Wywodzi się z Azji Południowo-Wschodniej, ale wraz z człowiekiem skolonizował wszystkie kontynenty oprócz Antarktydy i wielu wysp.

## Klasyfikacja
Gatunek ten został opisany naukowo w 1769 roku przez J. Berkenhouta jako Mus norvegicus; miejsce typowe to Wielka Brytania. Epitet gatunkowy norvegicus („norweski”) wiąże się z przekonaniem, że szczury wędrowne przybyły do Wielkiej Brytanii na statkach z Norwegii.

## Pochodzenie i historia
Szczur wędrowny wywodzi się z Azji Południowo-Wschodniej, choć dawniej sądzono, że pochodzi z Azji Wschodniej: południowo-wschodniej Syberii, północno-wschodnich Chin i południowej części Japonii. Analizy różnorodności genetycznej dzikich szczurów wskazały, że gatunek ten dotarł na tereny Azji Wschodniej około 170 tysięcy lat temu. W Japonii znalezione zostały szczątki datowane na środkowy plejstocen, reprezentujące formę R. aff. norvegicus. Wiadomo, że w późnym plejstocenie i na początku holocenu szczury wędrowne żyły w Syczuanie i Kuejczou w Chinach; dawniej spekulowano, że dotarły tam z obszaru Heilongjiang i południowej Syberii. 
Pierwsze historyczne doniesienia o pojawieniu się tego gatunku w Europie i na Wyspach Brytyjskich pochodzą z XVIII wieku. Jednakże część autorów twierdziła, że szczur wędrowny dotarł do Europy znacznie wcześniej, nawet w średniowieczu. Analizy genetyczne potwierdzają tę hipotezę, sugerując, że szczur dotarł na Bliski Wschód w drugiej fali migracji z obszaru Indochin, 3100 lat temu. W tym czasie na Oceanie Indyjskim rozwijał się już handel i szczury mogły rozprzestrzenić się wraz z ludźmi. Około 2000 lat temu gryzonie te dotarły do Afryki, a do Europy około 1800 lat temu. W czasie kolonizacji intensywnie ewoluował układ odpornościowy szczurów wędrownych, pozwalając im uodpornić się na lokalne choroby. Jako gatunek synantropijny, wraz z ludźmi rozprzestrzeniły się po całym świecie, oprócz Antarktyki. Już przed 1745 rokiem pojawiły się w Ameryce, chociaż główna fala napływu tych gryzoni nastąpiła w latach 60. i 70. XVIII wieku, wraz z brytyjską kolonizacją Ameryki Północnej.

## Środowisko
W pierwotnym obszarze występowania szczur wędrowny zamieszkiwał lasy i tereny porośnięte krzewami, a także brzegi strumieni i tereny podmokłe, a rozprzestrzenił się z rozwojem rolnictwa, powstaniem kanałów irygacyjnych i pól ryżowych. Obecnie występuje głównie tam gdzie mieszkają ludzie, w obszarach nizinnych i na wybrzeżach; jest pospolitszy w chłodniejszym klimacie umiarkowanym, w tropikach zamieszkuje tylko środowiska znacznie przekształcone lub stworzone przez człowieka, jak budynki, kanały ściekowe i porty.

## Wygląd

Porównanie szczura śniadego (u góry) i wędrownego (u dołu)

Jest to dość duży przedstawiciel myszy (Murinae), średnio osiągający długość 399 mm od czubka nosa do końca ogona. Ogon jest krótszy od reszty ciała, ma 15–23 cm, podczas gdy głowa i tułów mają długość 20–30 cm. Masa ciała to typowo 140–500 g, średnio 400 g. Samce są zwykle większe od samic.
Populacje występujące w środowisku naturalnym mają po stronie grzbietowej szorstkie, brązowe futro, czasem z plamkami czarnych lub białych włosów, a od spodu są jaśniejsze, szare lub żółtobrązowe. Czasem spotykane są również osobniki z całym czarnym grzbietem. Odmiany hodowlane mogą mieć różnorodne ubarwienie, zazwyczaj białe, brązowe lub czarne. Uszy są typowo krótsze niż u pokrewnych gatunków, podobnie jak ogon są nieowłosione. Uzębienie lofodontyczne, szczur ma w szczęce parę siekaczy i trzy pary trzonowców.
Od podobnych gatunków, szczura śniadego (Rattus rattus) i szczura polinezyjskiego (R. exulans), różni się większą masą ciała i długością. Szczur wędrowny może być nawet trzy razy masywniejszy niż szczur polinezyjski. Szczur wędrowny ma ogon krótszy niż reszta ciała, podczas gdy u polinezyjskiego wymiary te są równe, a u śniadego ogon jest dłuższy. Odchody szczura wędrownego są niemal dwukrotnie dłuższe niż dwóch pozostałych. Szczury te różni także tryb życia, jako że szczur śniady i polinezyjski są sprawnymi wspinaczami (szczur śniady nawet buduje gniazda na drzewach), rzadko kopią nory i niechętnie pływają. Szczury wędrowne zachowują się także ostrożniej. Samica szczura polinezyjskiego ma osiem par sutków, a nie sześć jak szczury wędrowne.

## Rozmnażanie
Szczur wędrowny może rozmnażać się przez cały rok, chociaż częstotliwość rozrodu wzrasta w ciepłych miesiącach roku. System rozrodczy szczurów wędrownych najlepiej można scharakteryzować jako poligynandrię. Jako zwierzęta społeczne, rozmnażają się w dużych grupach. Ruja właściwa (łac. estrus) samicy trwa sześć godzin, w czasie których może ona połączyć się z konkurującymi samcami nawet pięćset razy. Samce walczą o możliwość kopulacji. Ciąża trwa 22–24 dni, w miocie rodzi się średnio 8 młodych wymagających intensywnej opieki, o masie około 5 gramów. Oczy młodych otwierają się w 14–17 dniu życia. Samica ma 6 par sutków. Młode ssą mleko matki przez 3–4 tygodnie, po czym opuszczają gniazdo. Często szczurzyce gniazdują wspólnie, razem opiekując się młodymi; w sytuacji gdy matka zginie, inne samice zaopiekują się jej młodymi. Około 18 godzin po porodzie samica ponownie wchodzi w ruję. W ciągu roku może przeciętnie wydać na świat siedem miotów, łącznie do 60 młodych.
Samice osiągają dojrzałość płciową w wieku 4 miesięcy. Samce dojrzewają wcześniej, po 3 miesiącach, ale konkurencja starszych osobników sprawia, że zwykle rozmnażają się później. Gryzonie te są aktywne płciowo do dwóch lat.

## Tryb życia

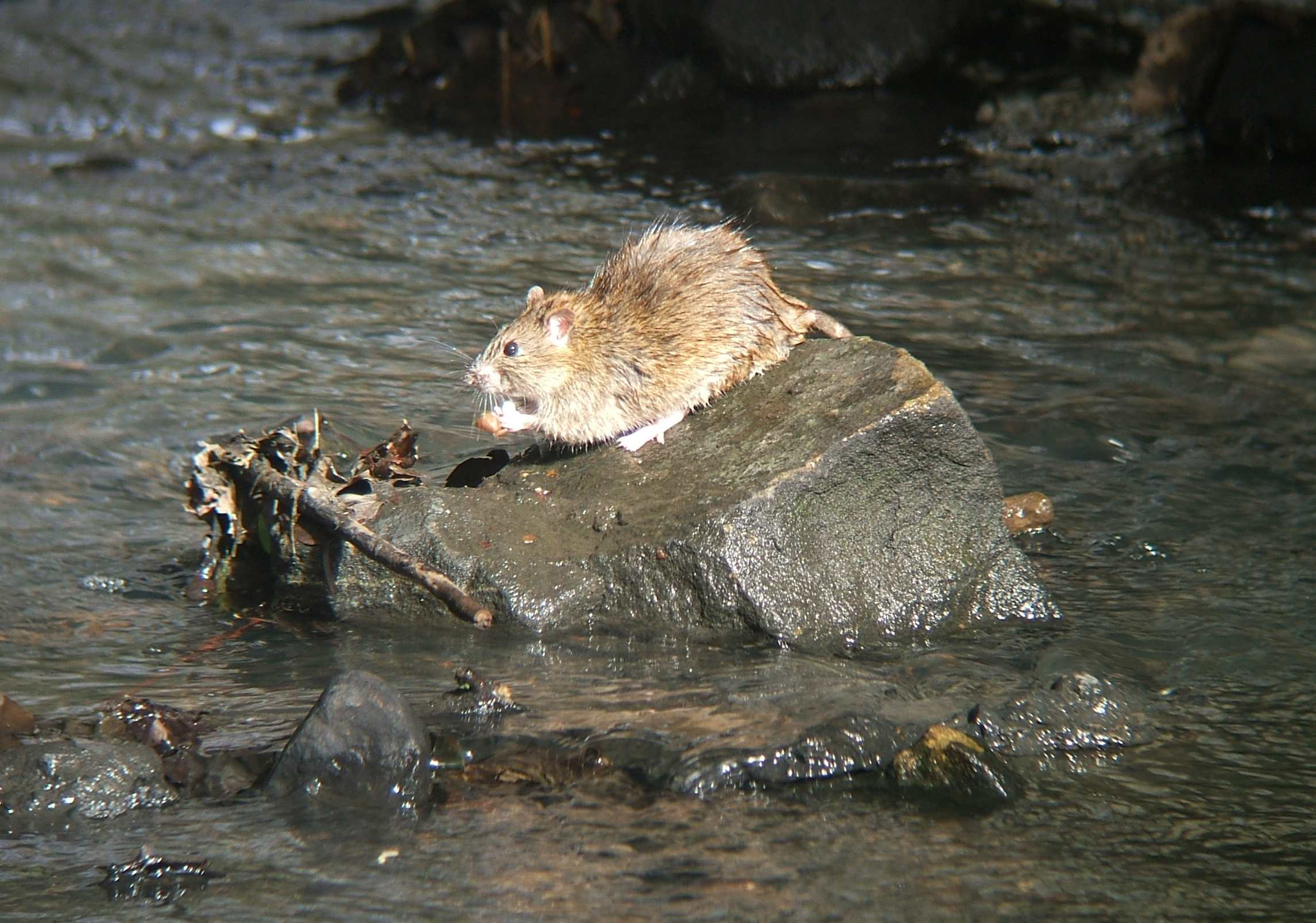
Szczury wędrowne nie obawiają się wody

Szczur wędrowny prowadzi naziemny tryb życia, jest aktywny głównie nocą i o zmroku. Kopie nory, często w pobliżu wody. Jest doskonałym pływakiem, czym zasłużył na przydomek „szczura wodnego”. Potrafi przepłynąć dystans 2–2,5 kilometra. Nory są przeważnie złożone, z komorami magazynowymi i gniazdowymi. Zwykle szczury żyją w dużych stadach, w których dominują samce. Hierarchia jest ustalana na podstawie wielkości osobnika. Kolonie mogą liczyć 200 osobników, które bronią zajmowanego terytorium przed obcymi szczurami. Areał osobniczy przy dużym zagęszczeniu szczurów ma powierzchnię mniejszą niż hektar, ale przy średnim (np. na zalesionych wyspach Nowej Zelandii) może wzrastać do 5 ha, a nawet 10 ha.
W dużych miastach Polski średnio jeden szczur przypada na jednego człowieka, choć według części ocen liczba gryzoni może być kilkakrotnie większa. Żyją do czterech lat, ocenia się, że na wolności przeważnie do dwóch.

### Pożywienie

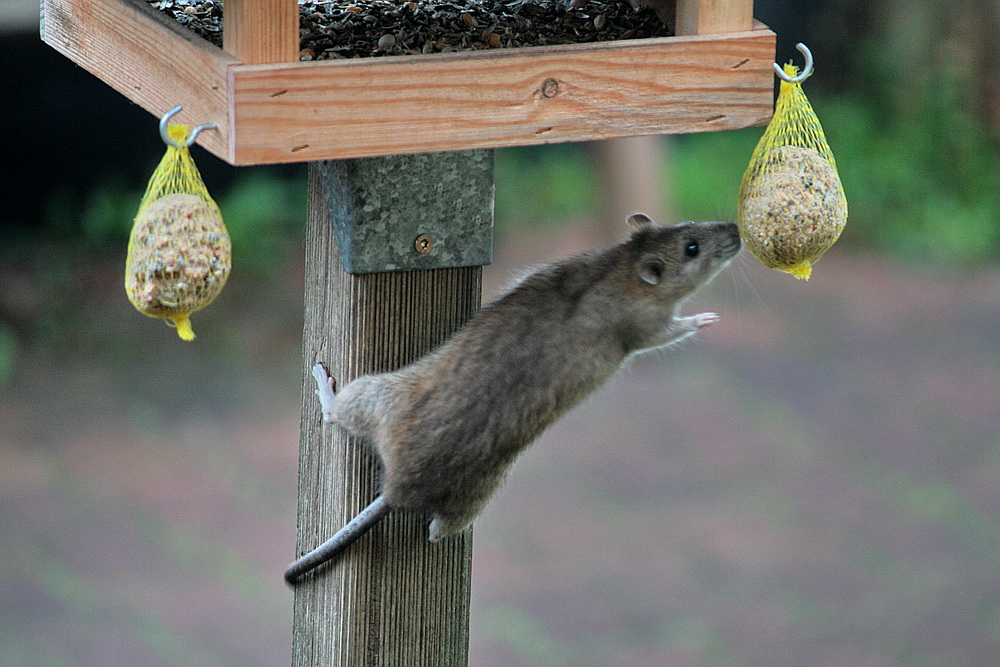
Szczur wędrowny dobierający się do karmnika dla ptaków

Nocą szczury wędrują w poszukiwaniu jedzenia; potrafią nauczyć się skomplikowanej drogi do żerowisk przez sieci nor i kanałów. Znaczą drogi przy użyciu moczu. Są wszystkożerne. W miastach żywią się głównie odpadkami pozostawionymi przez ludzi. Jedzą pokarm roślinny: liście, korzenie, gałązki, nasiona, orzechy, owoce, kwiaty i warzywa. Przyczyniają się do rozprzestrzeniania nasion. Preferują jednak pokarm zwierzęcy. Zjadają bezkręgowce, jaja i padlinę, potrafią polować, atakują pisklęta i dorosłe ptaki, myszy i małe jaszczurki. Obserwowano szczury wędrowne żyjące nad morzem, które chwytały ryby łapkami. Potrafią atakować także zwierzęta większe od siebie, w tym hodowlane, jak króliki i prosięta, a zdarza się, że także ludzkie dzieci.

### Komunikacja i zmysły
Do porozumiewania się szczury wędrowne wykorzystują sygnały dźwiękowe i wzrokowe, takie jak pozy ciała. Wydają różnorodne dźwięki: piski, gwizdy, krzyki, łagodny świergot, posykiwanie, a także stukanie i zgrzytanie zębami. Słyszą i wydają ultradźwięki, udomowione szczury podczas zabawy i pod wpływem łaskotek wydają charakterystyczny ultradźwiękowy odgłos zwany „szczurzym chichotem”.
Najlepiej rozwiniętym zmysłem jest węch, pozwalający rozpoznać pokarm i identyfikować inne osobniki. Mają też dość dobry słuch i dotyk, potrafią rozpoznać słabe wibracje podłoża i orientować się w ciemności wykorzystując dotyk łap i wibrysów. Wzrok jest dosyć słaby.

## Interakcje międzygatunkowe

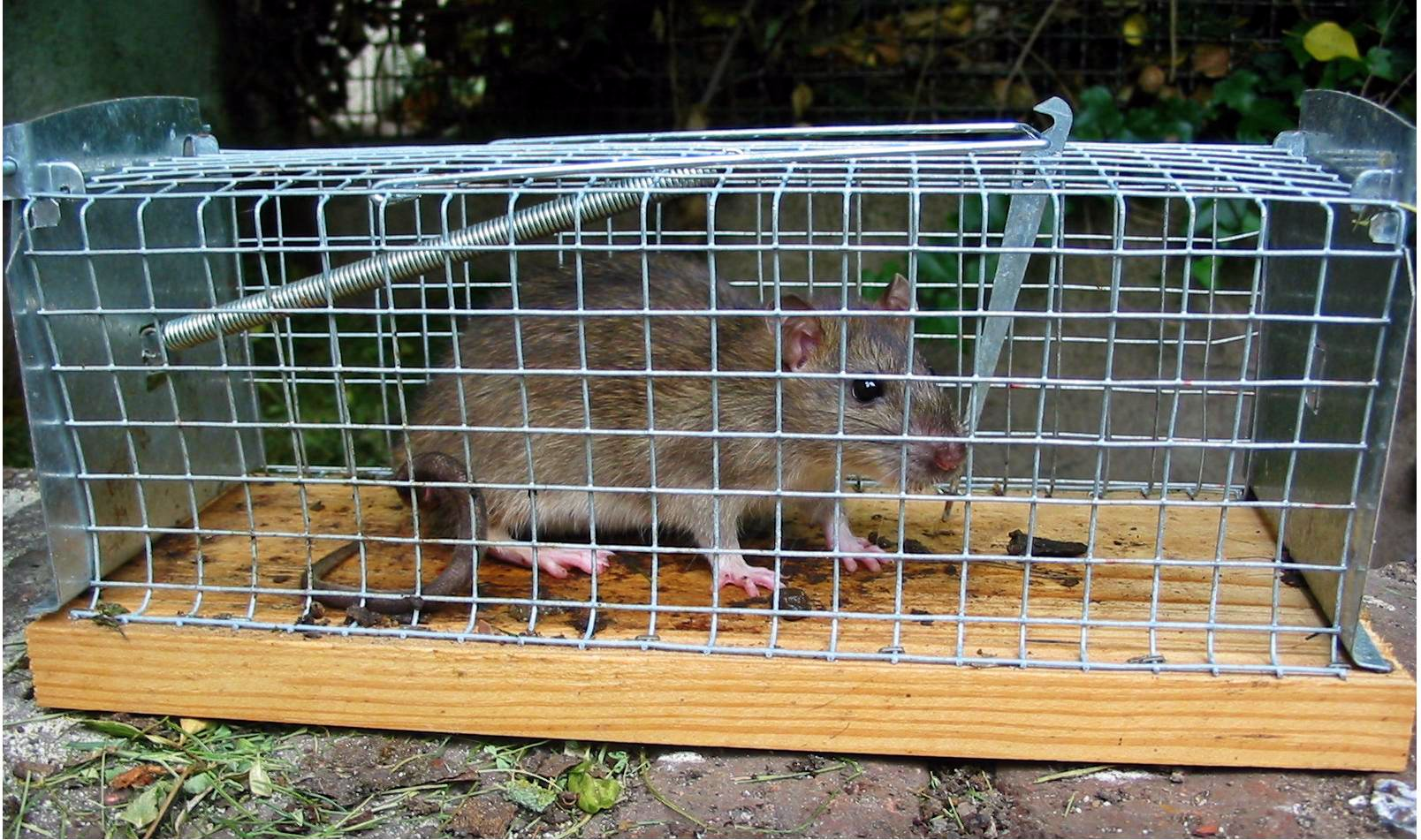
Szczur schwytany w pułapkę

Szczur wędrowny prowadzi ściśle naziemny tryb życia, co ogranicza jego konkurencję ze szczurem śniadym (Rattus rattus), który jest częściowo nadrzewny i zamieszkuje strychy. Tym niemniej wypiera go, podobnie jak inne konkurujące gatunki szczurów. Poluje na niego wiele drapieżników: psowate, kotowate, łasicowate, sowy, duże jaszczurki i węże. Ludzie często zabijają szczury wędrowne jako szkodniki.
Będąc gatunkiem inwazyjnym, szczur wędrowny może skolonizować nowe obszary i wejść w interakcje z przedstawicielami tamtejszej fauny i flory. Stanowi poważne zagrożenie dla rzadkich gatunków żyjących na wyspach. W 1985 roku oceniano, że 36% archipelagów na Ziemi zostało skolonizowanych przez szczury wędrowne. Ich usunięcie często jest trudne, lepszym rozwiązaniem jest prewencja. Na niektórych wyspach przeprowadzono akcje deratyzacyjne, aby ochronić lokalny ekosystem przed zniszczeniem przez szczury, sprowadzone wcześniej przez ludzi. Największe takie programy objęły Wyspy Campbella i Georgię Południową.

### Znaczenie dla człowieka
Zarówno szczur wędrowny, jak i szczur śniady boją się człowieka, są mało agresywne. Gdy widzą człowieka, uciekają, lecz jeżeli nie mają dokąd – bronią się poprzez atak, rzucając się na niego. Potrafią skoczyć na wysokość 70–80 cm.

#### Szczur jako szkodnik
Szczury wędrowne są uznawane za bardzo poważne szkodniki, szczególnie ze względu na to, że pasożytują na nich wszy i pchły, które przenoszą wiele chorób groźnych dla ludzi. Należą do nich dżuma, tyfus plamisty, włośnica, tularemia i leptospirozy. Same szczury szkodzą ludziom poprzez wyjadanie i zanieczyszczanie odchodami zapasów jedzenia, oraz uszkadzanie instalacji i budynków. Mogą zabijać zwierzęta domowe i hodowlane. Organizacja Narodów Zjednoczonych do spraw Wyżywienia i Rolnictwa stwierdza, że w regionach dotkniętych klęską głodu konkurencja ludzi i szczurów znacznie pogarsza sytuację humanitarną, zwłaszcza że te gryzonie zjadają materiał siewny

#### Szczur jako zwierzę laboratoryjne

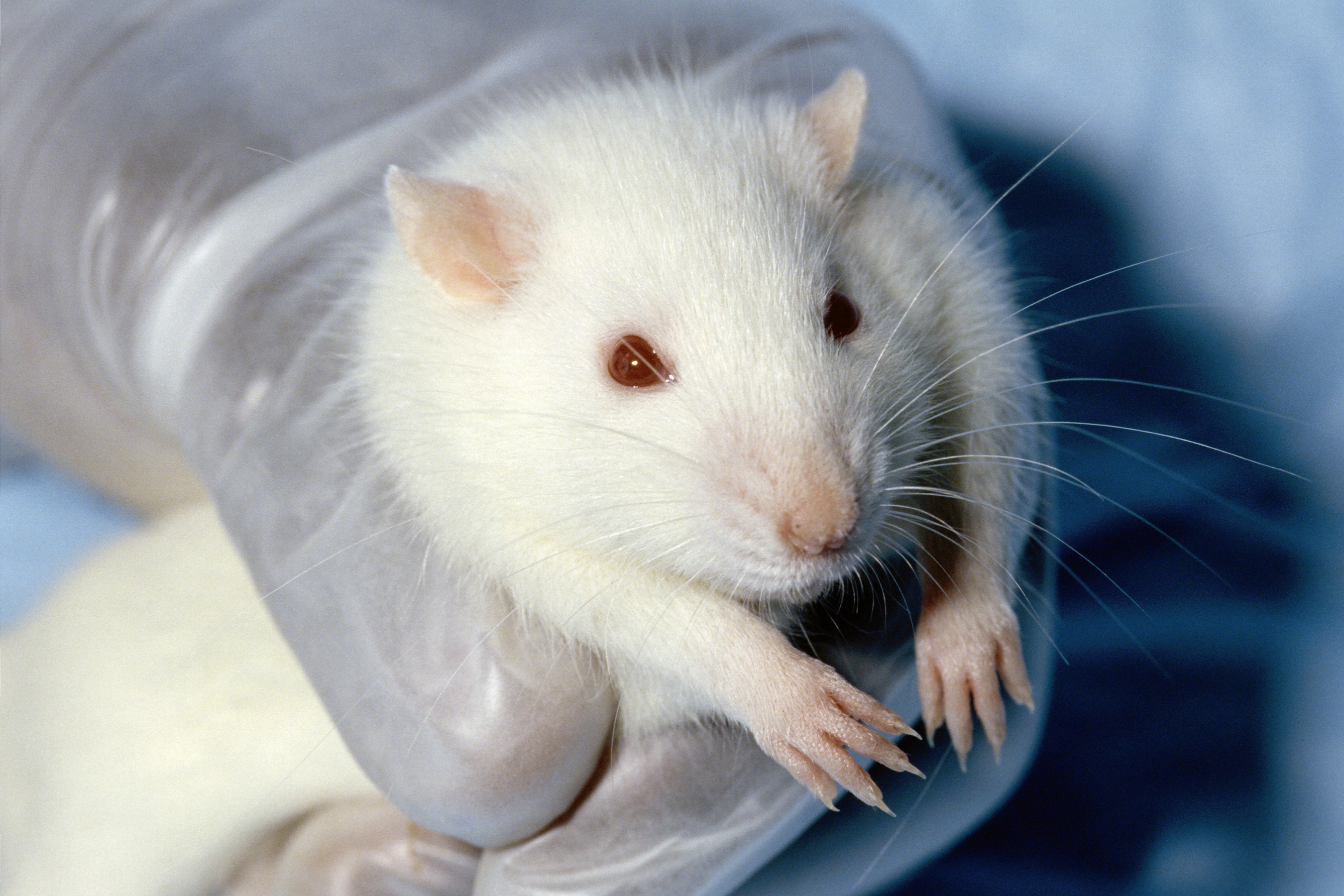
Laboratoryjny szczur z Instytutu Wistar

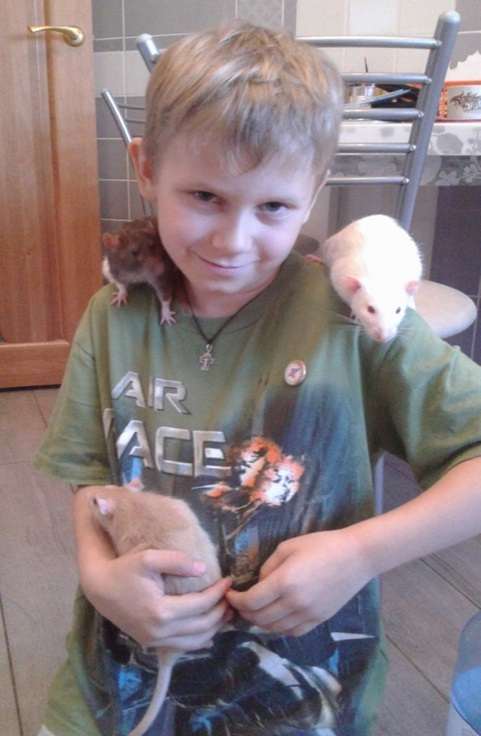
Udomowione szczury łatwo się oswajają z człowiekiem

Szczury mogą mieć też pozytywne znaczenie dla człowieka. Zostały udomowione, są ważnymi zwierzętami laboratoryjnymi, a badania na nich przyczyniły się do postępu w wielu gałęziach biologii i medycyny. Pierwsze szczury w niewoli były trzymane przez szczurołapów. Badania laboratoryjne nad nimi zaczęły się w 1828 roku, od 1909 roku Instytut Wistar hoduje szczury jako organizmy modelowe.

#### Szczur jako zwierzę domowe
Szczury są popularnymi zwierzętami domowymi. W Anglii w 1901 roku z inicjatywy Mary Douglas rozpoczęto hodowlę szczurów rodowodowych, a w 1912 zmieniono nazwę National Mouse Club („Narodowy klub myszy”) na National Mouse and Rat Club („Narodowy klub myszy i szczurów”). Są one łatwe w utrzymaniu, ale potrzebują dużej klatki i powinny mieć towarzystwo jednego lub więcej osobnika tej samej płci.

## Populacja
Szczur wędrowny ma wyjątkowo duży zasięg występowania i wykazuje olbrzymie zdolności do adaptacji do zmian środowiska. Nie są znane zagrożenia dla tego gatunku. Międzynarodowa Unia Ochrony Przyrody uznaje szczura wędrownego za gatunek najmniejszej troski.